# Waldkirche (Hausen)

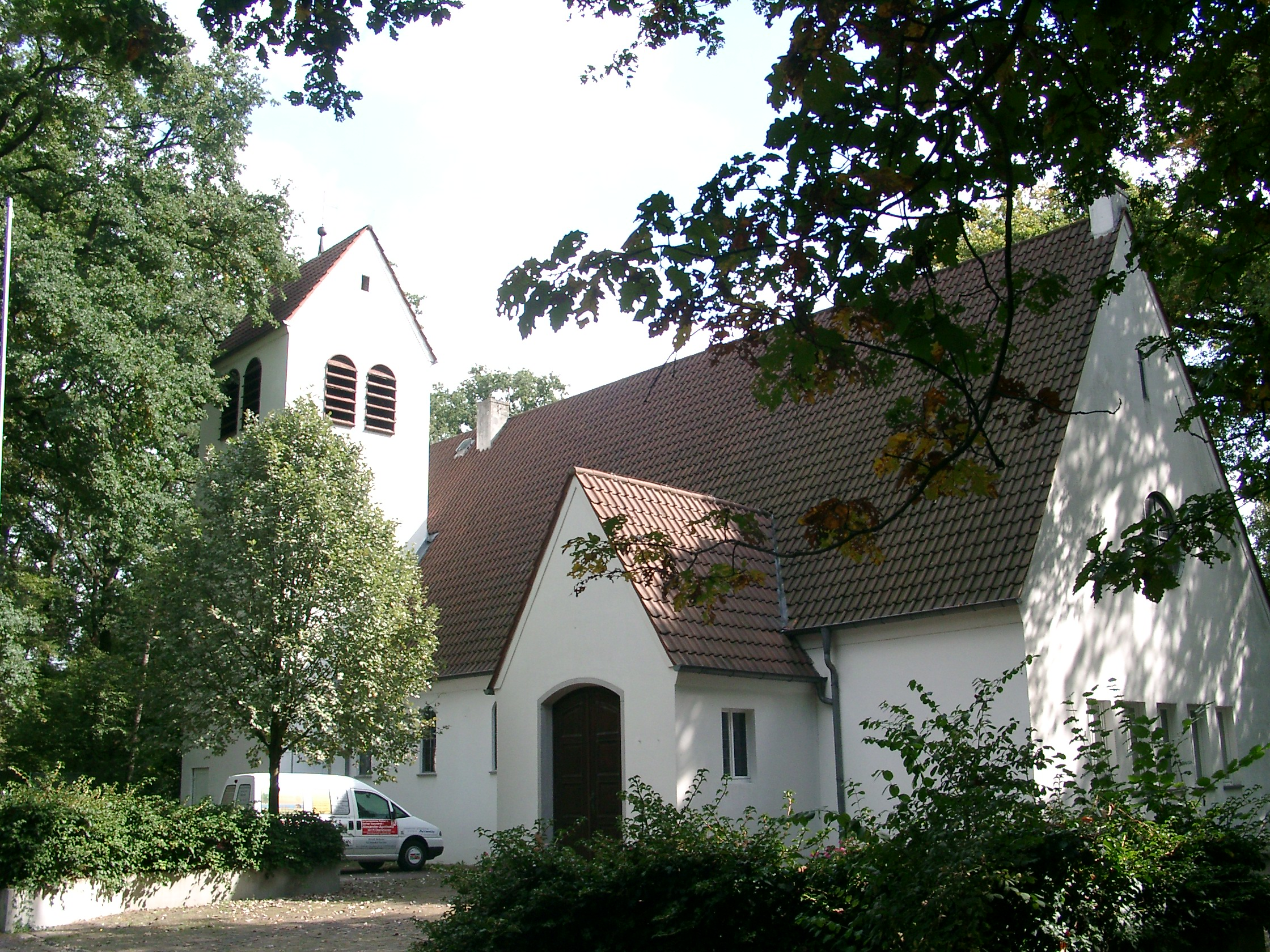
Evangelische Waldkirche in Hausen, erbaut 1952 bis 1953

Die evangelische Waldkirche ist ein denkmalgeschütztes, im Stil der gemäßigten Moderne errichtetes Kirchengebäude in Hausen, einem Stadtteil von Obertshausen im Landkreis Offenbach. Die Kirchengemeinde gehört zum Dekanat Dreieich-Rodgau der evangelischen Kirche in Hessen und Nassau (EKHN) und ist für die seelsorgerische Betreuung der Orte Hausen und Obertshausen zuständig.

## Geschichte
Die Bevölkerung Hausens und Obertshausens war bis zum Ende des Zweiten Weltkriegs fast ausschließlich katholisch. Nur wenige Bürger gehörten den evangelischen Diaspora-Gemeinden der beiden Orte an. Erste Protestanten ließen sich erst Anfang bzw. Mitte des 19. Jahrhunderts in Hausen und Obertshausen nieder. Ihre seelsorgerische Betreuung erfolgte im Falle Hausens bis 1898 von Steinheim aus, im Falle Obertshausens bis 1862 von Offenbach, anschließend von Bieber. 1898 wurde Hausen der evangelischen Gemeinde in Bieber angegliedert, die auch die Orte Heusenstamm und Obertshausen umfasste.
Evangelische Gottesdienste fanden anfangs ausschließlich in Bieber statt, bis ab 1908 auch die Möglichkeit zur Gottesdienstfeier in Heusenstamm bestand. In Obertshausen wurde der erste evangelische Gottesdienst erst am 18. Mai 1919 gefeiert, als Versammlungsort diente ein Saal in der Neuen Schule (heute Joseph-von-Eichendorff-Schule). Hausen folgte am 15. Oktober 1933, hier diente der örtlichen Gemeinde ein Saal im katholischen Schwesternhaus nahe der Pfarrkirche St. Josef als Gottesdienstraum. Auch in den folgenden Jahren wurden beide Räumlichkeiten weiterhin zur Gottesdienstfeier genutzt, bis zum Bau der heutigen Waldkirche.
Nach Ende des Zweiten Weltkriegs verzeichneten Hausen und Obertshausen durch den Zuzug von Vertriebenen aus den deutschen Ostgebieten, dem Sudetenland sowie Jugoslawien ein starkes Bevölkerungswachstum. Infolgedessen nahmen auch die Mitgliederzahlen der beiden evangelischen Gemeinden deutlich zu, sodass sie am 1. Oktober 1951 von der Kirchengemeinde Offenbach-Bieber getrennt und zu selbstständigen Filialgemeinden von Heusenstamm erhoben wurden. Im Januar 1952 schlossen sich die Kirchengemeinden von Hausen und Obertshausen zu einem Pfarrbezirk zusammen. Dessen neuer Kirchenvorstand fällte in seiner ersten Sitzung den Beschluss zum Bau einer eigenen Kirche, die zentral zwischen beiden Orten gelegen sein, einen Turm aufweisen und einen abtrennbaren Gemeinderaum unter der Empore beherbergen sollte. Ein Zusammenwachsen von Hausen und Obertshausen schien schon damals absehbar, da beide Orte sich aufeinander zu entwickelten. Im September 1952 wurde von der politischen Gemeinde Hausen ein gut gelegenes Baugrundstück erworben, auf dem der Obertshausener Pfarrer Schilling am 20. September den ersten Spatenstich vollzog.
In den folgenden Monaten wurde der Kirchenneubau unter der Bauaufsicht des Obertshausener Architekten Heinrich Opper nach Plänen von Karl Gruber, die entscheidend von Rudolf Hartog den Wünschen der Gemeinde angepasst wurden, errichtet. Am 19. Oktober 1952 wurde der Grundstein der Kirche gelegt, am 28. Oktober folgte das Richtfest. Neben den politischen Gemeinden Hausen und Obertshausen sowie der Kirchengemeinde selbst trugen auch das Gustav-Adolf-Werk sowie die katholischen Mitbürger entscheidend zur Finanzierung des Neubauprojektes bei. Nach etwa einjähriger Bauzeit wurde die Waldkirche in Anwesenheit von Propst Rau und Dekan Eckert am 4. Oktober 1953 offiziell eingeweiht. Ab dem 1. April 1955 war Hausen/Obertshausen eine selbstständige Pfarrstelle.
1967 wurde die Waldkirche innen und außen neu gestrichen. Eine umfassende Renovierung wurde 1978 vorgenommen, in deren Zuge die Faltwand und der mittlere Stützpfeiler unter der Empore entfernt wurden. 1983 folgten erneute Renovierungsarbeiten, bevor die Kirche 1998 um einen Anbau nach Nordosten vergrößert wurde. 2012 wurden die Kirchenbänke im Innenraum durch Stühle ersetzt, da diese eine höhere Flexibilität bei der Einrichtung bieten.

## Baubeschreibung
Die Waldkirche liegt im Eichenwald, einem kleinen Waldstück auf Hausener Gemarkung nahe der Gemarkungsgrenze zu Obertshausen. Sie stellt das erste Gebäude dar, das unmittelbar an der Grenze der beiden Stadtteile errichtet wurde. Heute prägt vor allem Gewerbebebauung das Umfeld der Kirche.
Stilistisch lässt sich die Waldkirche der gemäßigten Moderne zuordnen. Die verhalten traditionelle, gerichtete Kirche folgt den Richtlinien des Rummelsberger Programms von 1951. Der sattelbedachte Putzbau wird von Nordwesten durch die Schönbornstraße erschlossen und ist parallel zu ihr orientiert, ausgerichtet von Südwesten (Empore) nach Nordosten (Altarraum). Sowohl der Glockenturm im Osten als auch der kleine Eingangsvorbau im Westen befinden sich auf der straßenzugewandten Seite im Norden. Das Langhaus erhebt sich auf längsrechteckigem Grundriss und ist überwiegend von Rundbogenfenstern durchbrochen.

## Ausstattung
Im Westen führt eine Eichenholztür im Eingangsvorbau über einen kleinen Vorraum in den Innenraum. Ein Mittelgang, der von Südwesten auf den erhöht eingezogenen Altarraum im Nordosten zuführt, trennt zwei Stuhlblöcke voneinander. Der schlichte Kirchensaal ist weiß gefasst und wird von einer markanten Tonnendecke aus Kiefernholz überfangen. Marmorplatten bedecken den Boden, auf bildliche Darstellungen wird gänzlich verzichtet. Neun Rundbogenfenster sorgen zu beiden Seiten des Kirchenschiffes für Lichteinfall.
Der Altarraum ist durch einen Rundbogen vom Kirchenschiff getrennt und im Gegensatz zu diesem von einer Kassettendecke aus Ahornholz überfangen. Er wird dominiert von einem aus Marmor gefertigten Altarblock in dessen Zentrum und einem großen schlichten Holzkreuz an der Altarraumwand. Links vom Altar steht eine marmorverkleidete Kanzel, rechts erhellt ein Rundfenster den Altarbereich.
Gegenüber dem Altarraum, im Südwesten, befindet sich die Empore der Kirche, welche durch ein weiteres Rundfenster erhellt wird. Sie bietet Platz für die Orgel, die erstmals am 24. September 1988 erklang.

### Glocken
Das Geläut der Kirche setzt sich aus den im Folgenden aufgelisteten vier Glocken zusammen. Sie sind in einer Höhe von etwa 15 m im Turm der Waldkirche aufgehängt. Die kleinste und älteste Glocke stammt aus dem Turm der Kirche von Reichau (Kreis Strehlen) in Niederschlesien. Sie lagerte nach Ende des Zweiten Weltkriegs auf einem Glockenfriedhof in Hamburg und wurde der Kirchengemeinde 1953 von der evangelischen Gemeinde Heusenstamm anlässlich des Kirchenneubaus gestiftet. Die größte und jüngste Glocke wurde dem 1965 verstorbenen Obertshausener Pfarrer Schilling gewidmet, unter dem die Waldkirche erbaut wurde. Werden die drei ältesten bzw. kleinsten Glocken gleichzeitig geläutet, so erklingt das „Gloria-Motiv“.
| Gussjahr | Gießerei                    | Gewicht | Durchmesser | Ton | Inschrift                                                    |
| -------- | --------------------------- | ------- | ----------- | --- | ------------------------------------------------------------ |
| 1611     | Hans Pamberger, Schweidnitz | 140 kg  | 064 cm      | es  | „Hans Pamberger in Schweidnitz goss mich anno 1611“          |
| 1957     | Rincker, Sinn               | 250 kg  | 076 cm      | c   | „Dein Reich komme“                                           |
| 1957     | Rincker, Sinn               | 350 kg  | 085 cm      | b   | „Siehe, ich bin bei euch (alle Tage?) bis ans Ende der Welt“ |
| 1965     | Rincker, Sinn               | 590 kg  | 100 cm      | g   | „Friede sei mit euch“                                        |